# Diego González de Oviedo
Diego González de Oviedo (p. m. s. XIV – s. m. s. XIV), merino de León y Asturias.

## Biografía
Era el segundo hijo varón del maestre de Alcántara Gonzalo Martínez de Oviedo, quien fuera condenado a muerte y ejecutado en 1338 por orden real. La llegada al trono de Pedro I de Castilla le permitió recuperar los bienes de su padre, y junto a este monarca luchó contra el ejército de Enrique de Trastámara (a quien sin éxito intentó encarcelar).
Mediando la centuria, entró en la órbita del privado Juan Alfonso de Alburquerque. En 1354 formó parte de una comisión para entrevistarse con el rey acerca de su caída en desgracia, pero a la altura de Carvajales se separó, junto con otros caballeros, del de Alburquerque y se dirigió a Olmedo. Pasó luego a Tordesillas y sin posibilidad de reconciliación del rey con su consejero, hubo de regresar.
En 1359 aparece liderando la armada contra Aragón desde la galera del rey. En 1360 fue nombrado merino y adelantado mayor de León y Asturias, cargo que desempeñó hasta 1363. En 1362 reemplazó a Arias González de Valdés, dado que este se dirigía a vigilar la frontera, y en 1369 aparece en el cerco de Montiel, donde fue asesinado Pedro I.
El nuevo monarca, Enrique II, lo hizo prisionero. Luego pudo huir del reino, aunque una parte de sus posesiones fueron a parar a manos de Suero Pérez de Quiñones. A pesar de estos contratiempos, parece que en los años siguientes se reconcilió con la nueva dinastía, pues en 1383 vivía en Oviedo y Juan I se dirigía a él como «su vasallo».